# Cowlinge
Cowlinge is een civil parish in het bestuurlijke gebied St. Edmundsbury, in het Engelse graafschap Suffolk met 280 inwoners.

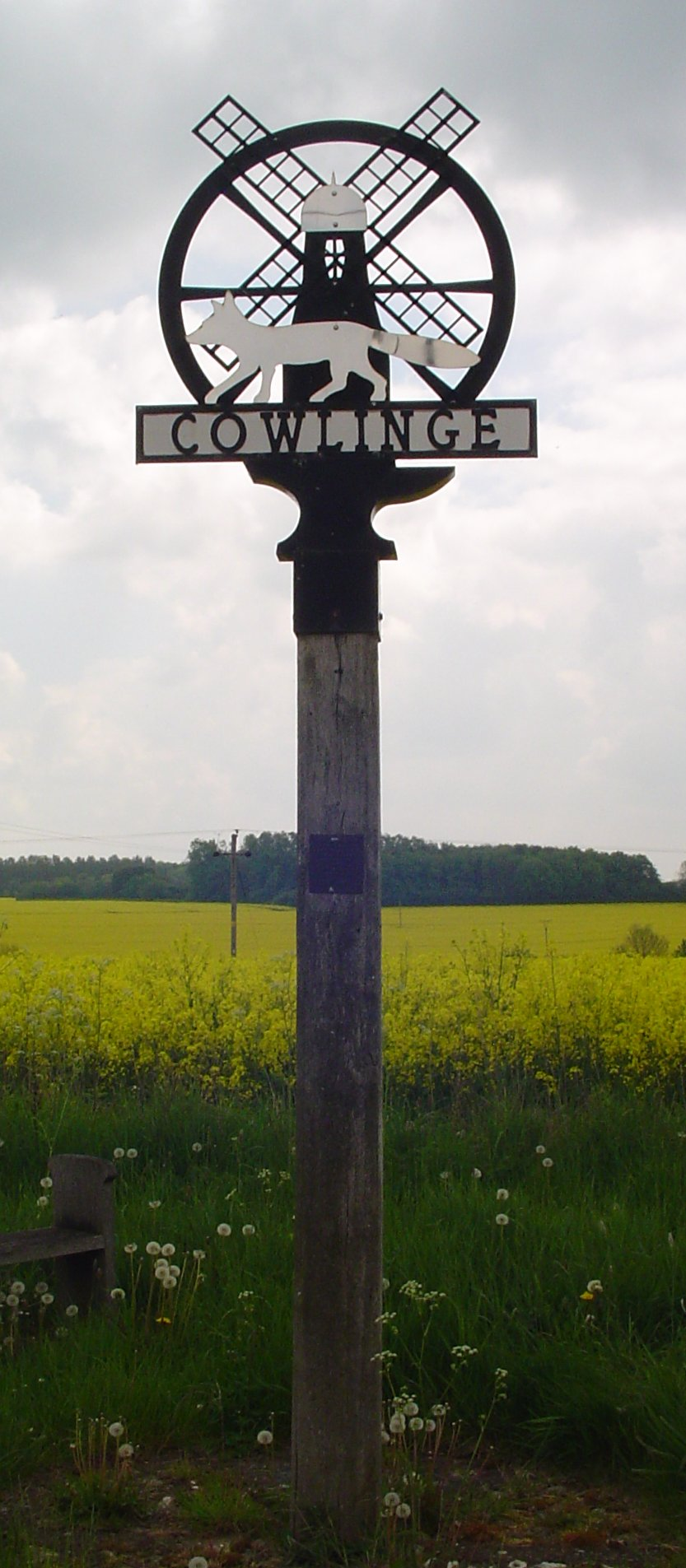
Cowlinge
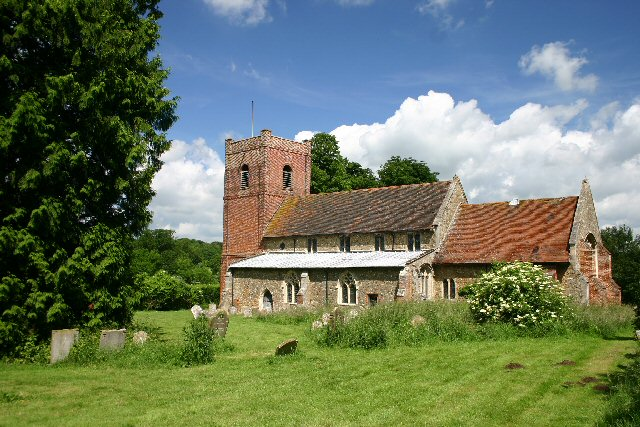
Kerk van St Margaret